# 香芝警察署
香芝警察署（かしばけいさつしょ）は、奈良県警察が管轄する警察署の一つ。

## 所在地
- 奈良県香芝市畑2丁目1474-1

## 管轄区域
- 香芝市
- 北葛城郡広陵町

## 沿革
- 2008年3月28日：高田警察署の管轄区域のうち、香芝市域および北葛城郡広陵町域を引き継ぎ、新設。

## 組織
- 警務課
  - 警務係
  - 県民サービス係
- 留置管理課
  - 留置管理第一係
  - 留置管理第二係
- 会計課
  - 会計係
- 生活安全課
  - 生活安全総務係
  - 人身安全対策係
  - 生活安全捜査係
- 地域課
  - 地域企画係
  - 指導係
- 刑事課
  - 総務係
  - 強行盗犯第一係
  - 強行盗犯第二係
  - 知能犯係
  - 組織犯係
  - 鑑識係
- 交通課
  - 企画規制係
  - 指導取締係
  - 交通捜査係
- 警備課
  - 警備係

## 交番
（ ）の中は所在地

### 香芝市
- 五位堂交番（香芝市瓦口2350番地）
- 志都美交番（香芝市上中2003番地）
- 二上交番（香芝市穴虫54番地4）
- 関屋交番（香芝市関屋924番地24）

### 広陵町
- 広陵交番（北葛城郡広陵町大字南郷669番地1）
- 馬見交番（北葛城郡広陵町馬見南2丁目5番9号）

## 駐在所
なし

## 警察官連絡所
（ ）の中は所在地
- 真美ヶ丘連絡所 （香芝市真美ヶ丘）